# Phèn đen
Phèn đen hay diệp hạ châu mạng (danh pháp hai phần: Phyllanthus reticulatus) là một loài thực vật có hoa trong họ Diệp hạ châu. Loài này được Poir. miêu tả khoa học đầu tiên năm 1804.

## Hình ảnh

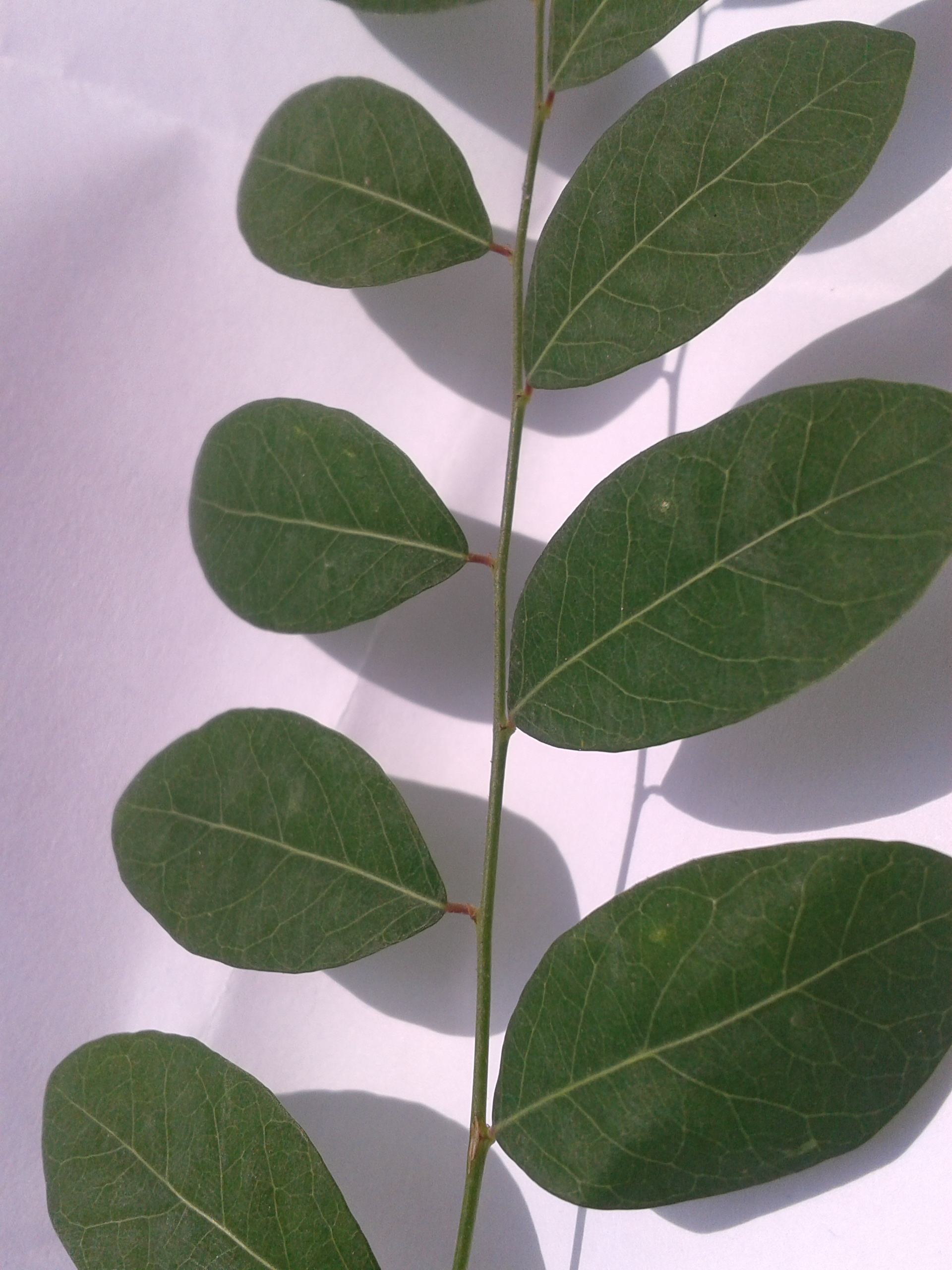
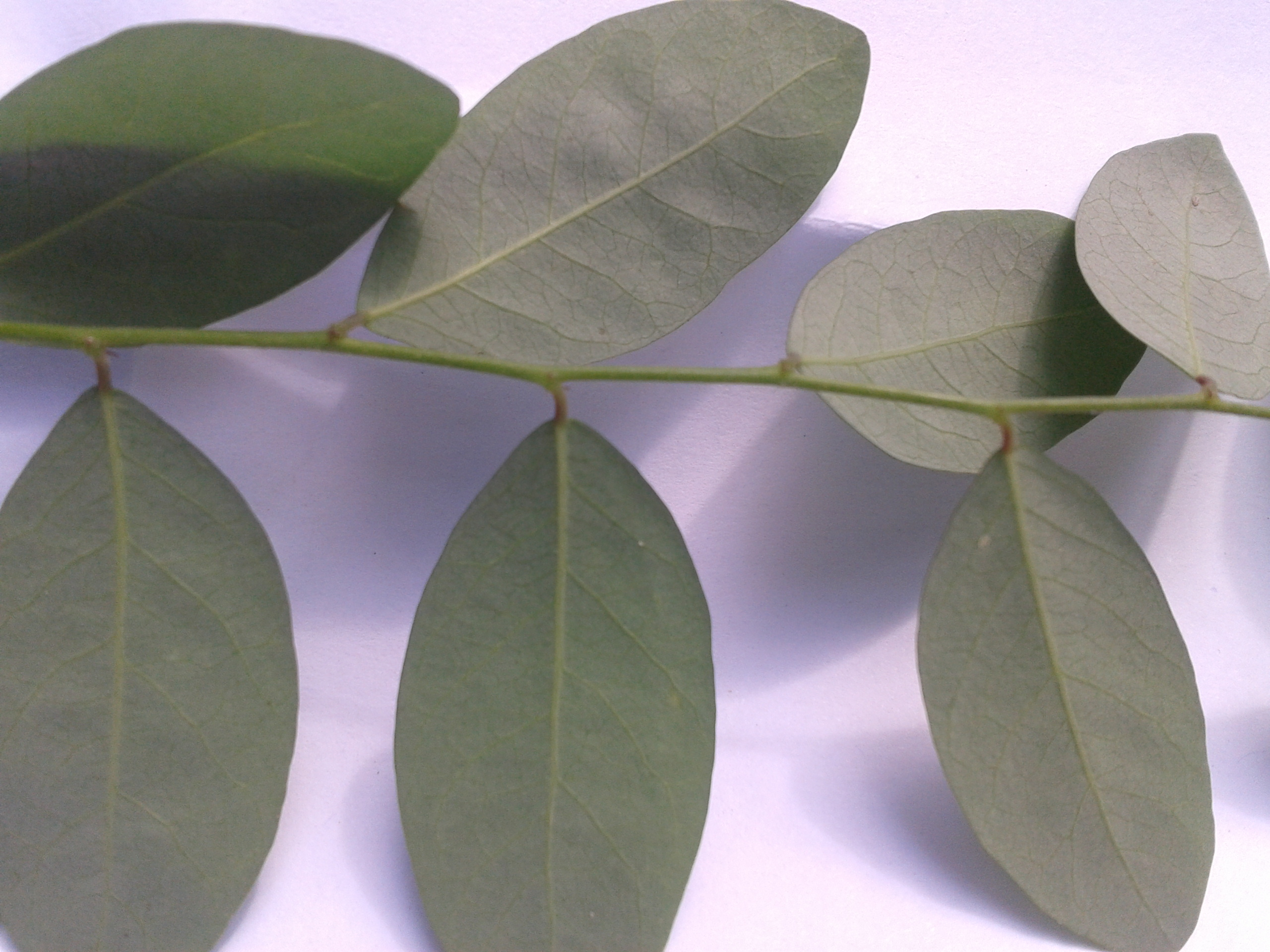
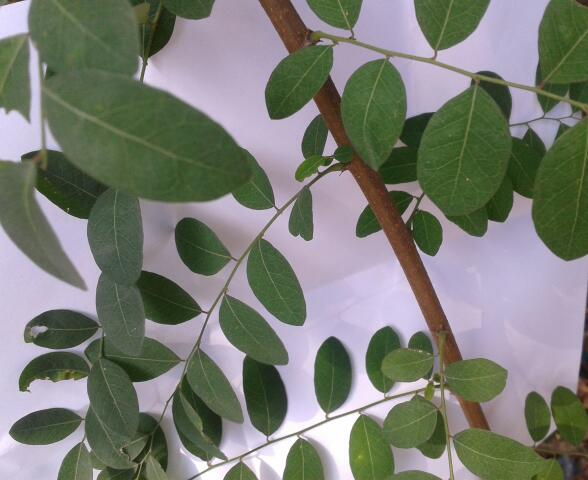
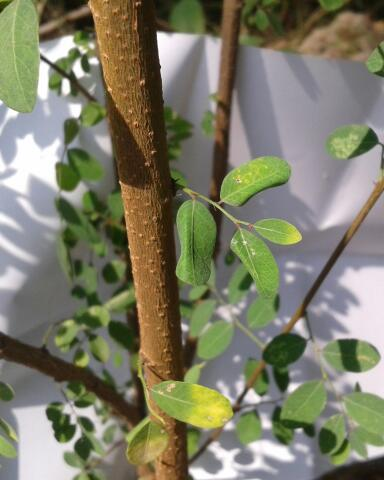

## Chất chỉ thị màu
Trong quả phèn đen có chứa chất anthocyanin giúp tạo ra màu tím và là một chất chỉ thị màu trong tự nhiên

## Dinh dưỡng
Cây phèn đen chỉ là một cây dại.Quả có vị ngọt hơi chát có giá trị dinh dưỡng rất thấp